# Piațeta Casei de Cultură Vasile Alecsandri din Bacău

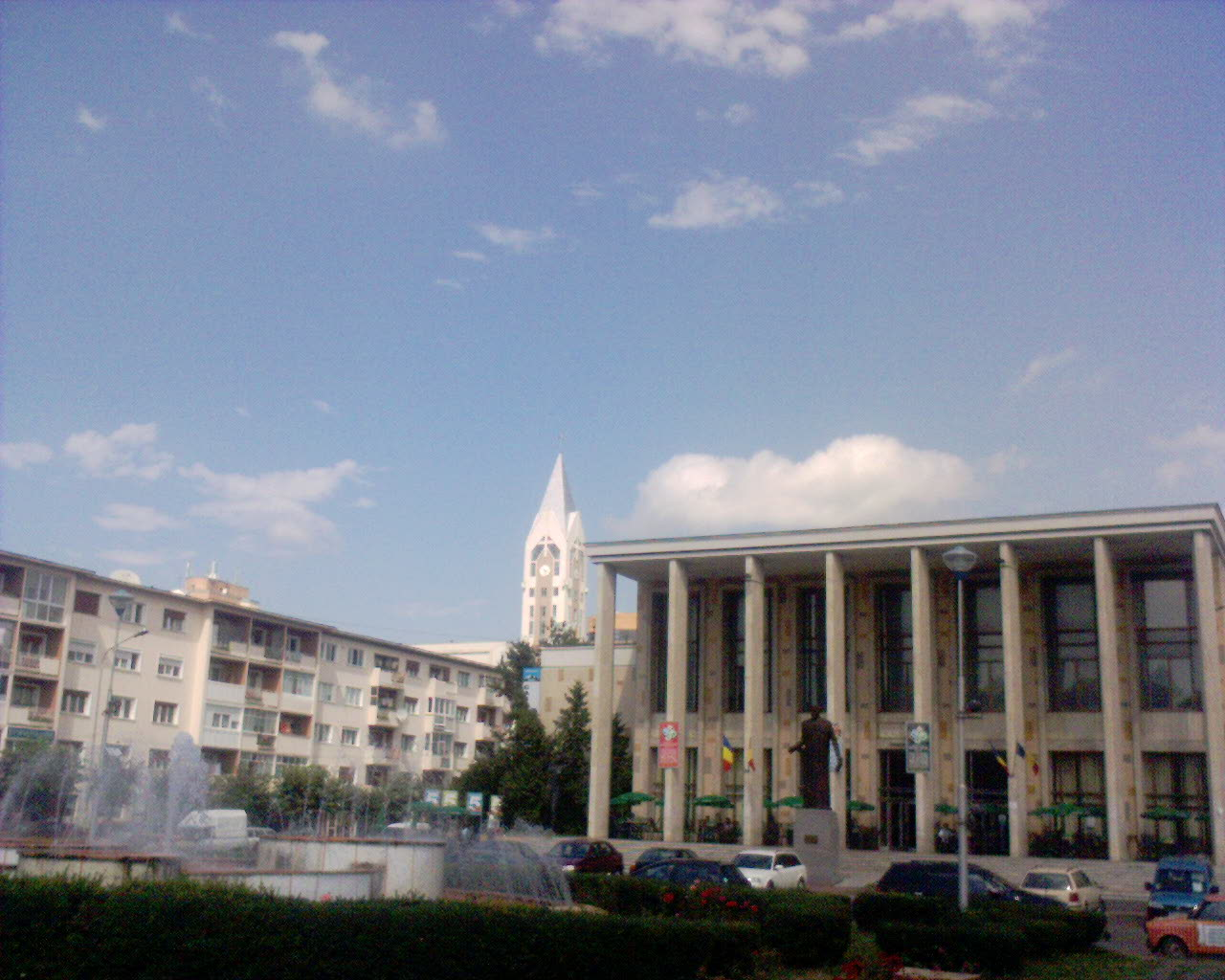
Piaţeta

Piațeta Casei de Cultură din Bacău are o semnificație deosebită pentru locuitorii orașului.
În decursul istoriei aici s-au petrecut printre cele mai importante evenimente ale Bacăului, datorită faptului că se află în fața Palatului Municipal, în prezent prefectura și consiliul județean. În decursul anilor a avut parte de numeroase modificări arhitecturale și structurale.